# Friedrich Rösch
Pour les articles homonymes, voir Rösch.
Friedrich Rösch, né le 12 décembre 1862 à Memmingen et mort le 29 octobre 1925 à Berlin, est un compositeur allemand.

## Biographie
Il fait ses études en droit à Munich où il travaille la musique avec Josef Rheinberger. Il a vécu à Berlin, mais aussi à Saint-Pétersbourg et Munich. Il fonde le Genossenschaft deutscher Tonsetzer en 1898 avec Hans Sommer et Richard Strauss qui ne sera dissout qu'après sa mort, en 1937.

## Œuvres musicales
- Antonius, oratorio burlesque

## Œuvres littéraires
- (de) Musikästhetische Streifragen, Leipzig, 1897